# Alfons Wertmüller
Alfons Wertmüller (* 21. November 1852 in Prag; † 17. Januar 1916 in Karolinenthal) war ein deutsch-böhmischer Architekt und Baumeister. Seine Baufirma war eine der größten in Prag. 

## Leben
Wertmüllers Vater war Moritz Wertmüller (1817–1890), Baumeister und Bürgermeister des Prager Stadtteils Zischkaberg. Die Mutter war Rosalie geb. Töpfer. Wertmüllers Frau Leopoldine (* 1882) brachte den gleichnamigen Architekten Alfons Wertmüller zur Welt. 
Wertmüller studierte ab 1871 an der Deutschen Technischen Hochschule Prag Hochbau und Architektur. 1872 wurde er im Corps Suevia Prag recipiert. Als Inaktiver wechselte er an die TH Dresden. Danach im Baubüro seines Vaters tätig, legte er 1880 die Baumeisterprüfung ab. Als Stadtbaumeister erwarb er sich bereits 1884 durch den Umbau der Hohen Synagoge den Ruf eines soliden und zuverlässigen Baumeisters. 1886 wurde ihm die Ausführung der Staatsoper Prag nach den Plänen von Ferdinand Fellner d. J. und Hermann Helmer anvertraut. Es folgten die Landwehrkaserne (1887) und die Synagoge (Budweis) nach dem Entwurf von Max Fleischer, das Bezirkshauptmannschaftsgebäude in Kladen (1893/94), die Erweiterung des Palais der Böhmischen Sparkasse in Prag nach dem Plan von Friedrich Schachner und der Umbau des Prager Staatsbahnhofs (1894). Um die Jahrhundertwende führte er einige der größten Staatsbauten Böhmens aus: Nach Entwürfen von Friedrich Setz baute er das Postgebäude in Aussig und die Hauptpost in Karlsbad. In Prag entstand das Strafgerichtshaus (nach Emil von Förster), in Leitmeritz das Kreisgerichtsgebäude (1906–1910). 
Im Gegensatz zu seinem Vater fühlte sich Wertmüller den Deutschböhmen zugehörig. Von ihnen übernahm er nach der Jahrhundertwende zahlreiche Aufträge. 1901 führte er den Umbau der Turnhalle des Prager Turnvereins aus, 1906 vergrößerte er den Orchesterraum des Deutschen Theaters Prag, 1907/08 baute er das zweite dem Deutschen Haus gehörende Vereinshaus „Zu den drei Reitern“ nach Plänen von Josef Zasche aus. Öffentliche Beachtung fanden die von ihm erbauten Pavillons der Prager Eisenindustrie-Gesellschaft bei der Jubiläums-Ausstellung 1891 bzw. die Fabrik für landwirtschaftliche Maschinen und Eisengießerei der Fa. Theodor Umrath (1901, Wissotschan). Im Barockstil errichtet wurde das Gebäude der Arbeiter-Unfall-Versicherungsanstalt in Prag. Wertmüllers gesundheitliche Probleme führten 1908 zum wirtschaftlichen Niedergang seines Unternehmens.

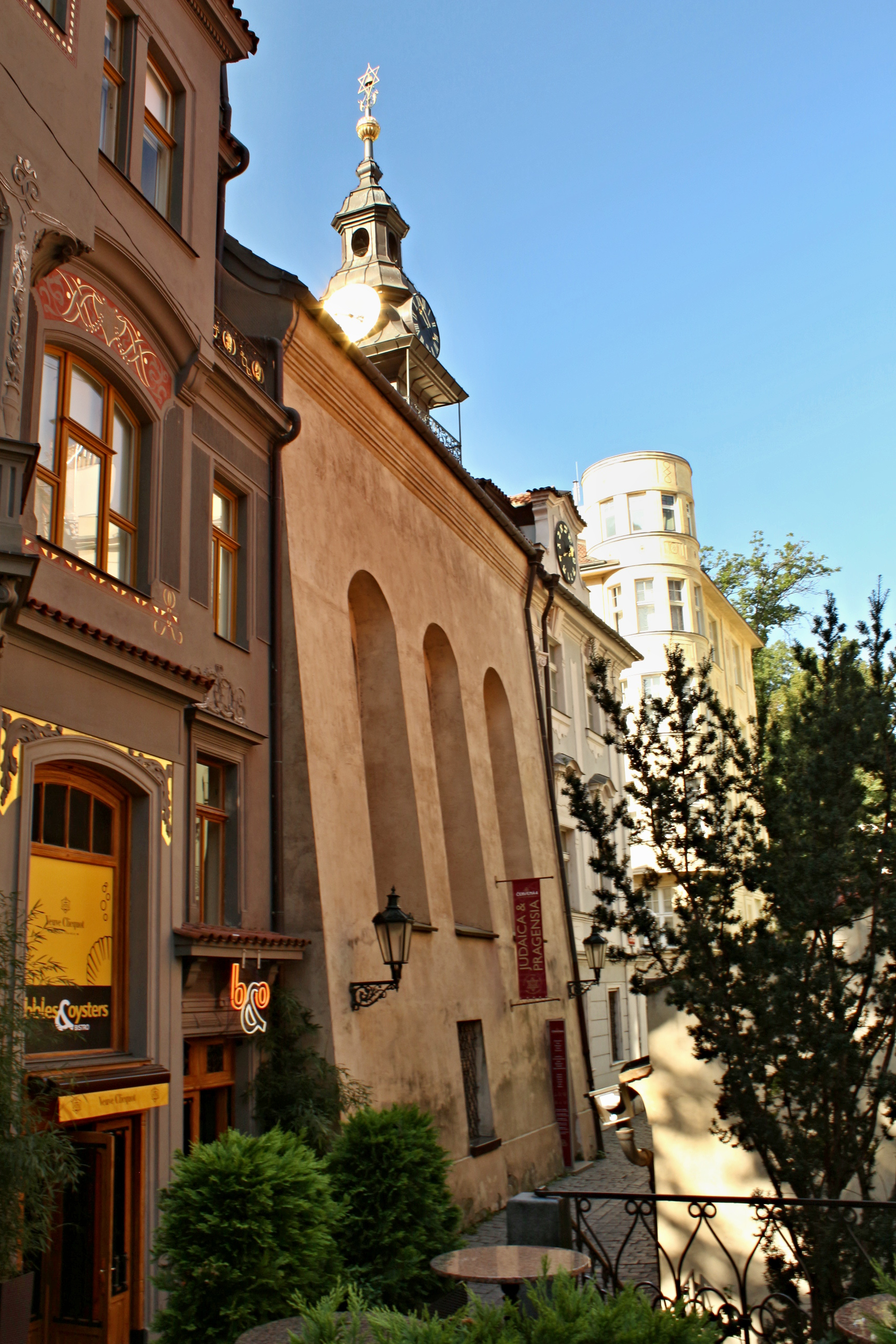
Hohe Synagoge
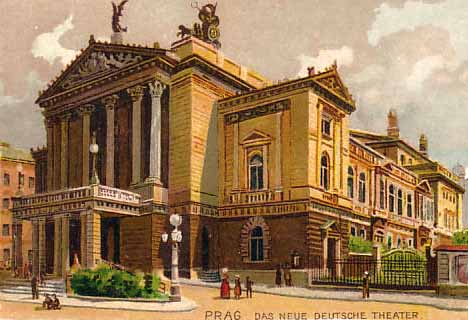
Neues Deutsches Theater Prag
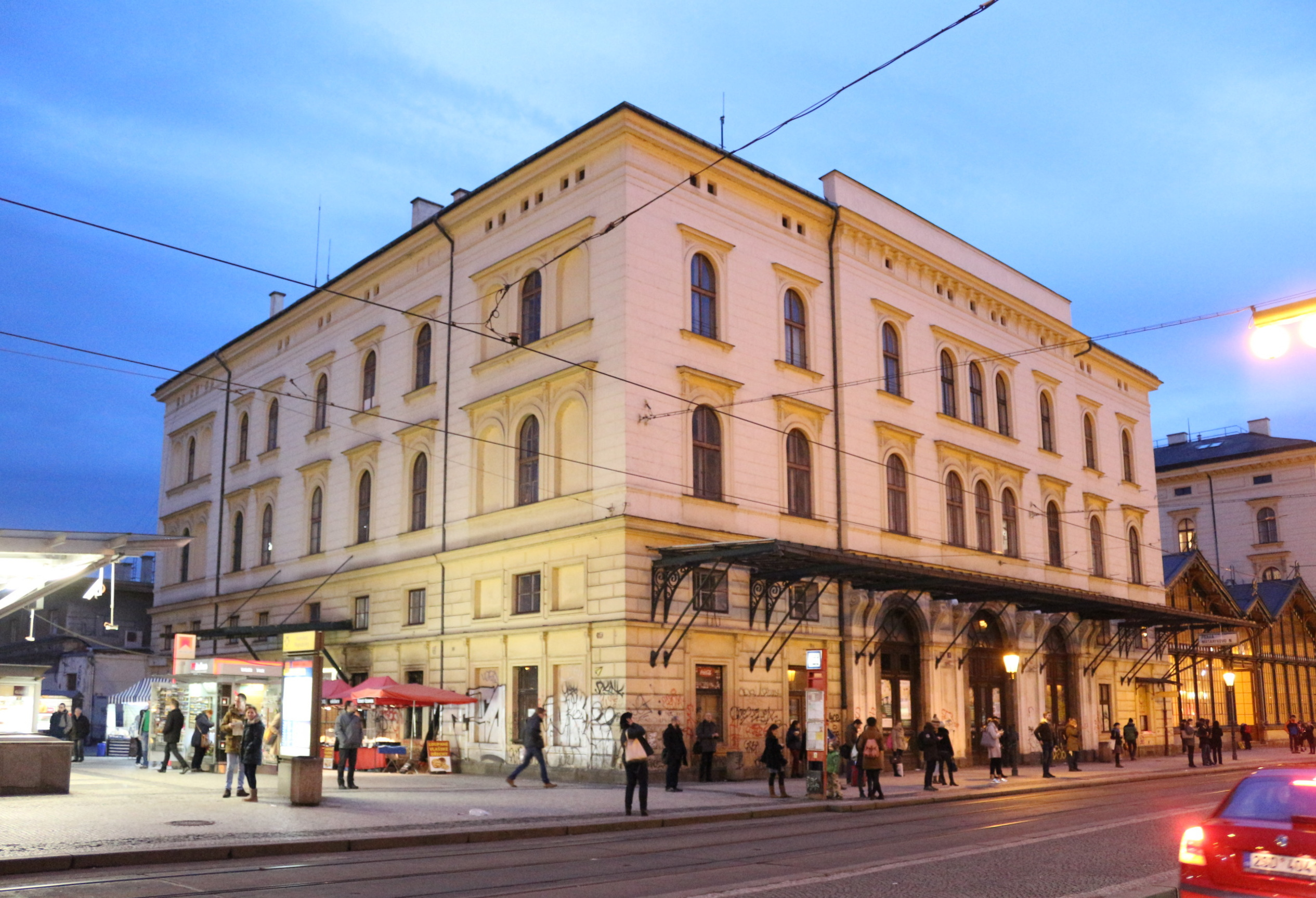
Prager Staatsbahnhof
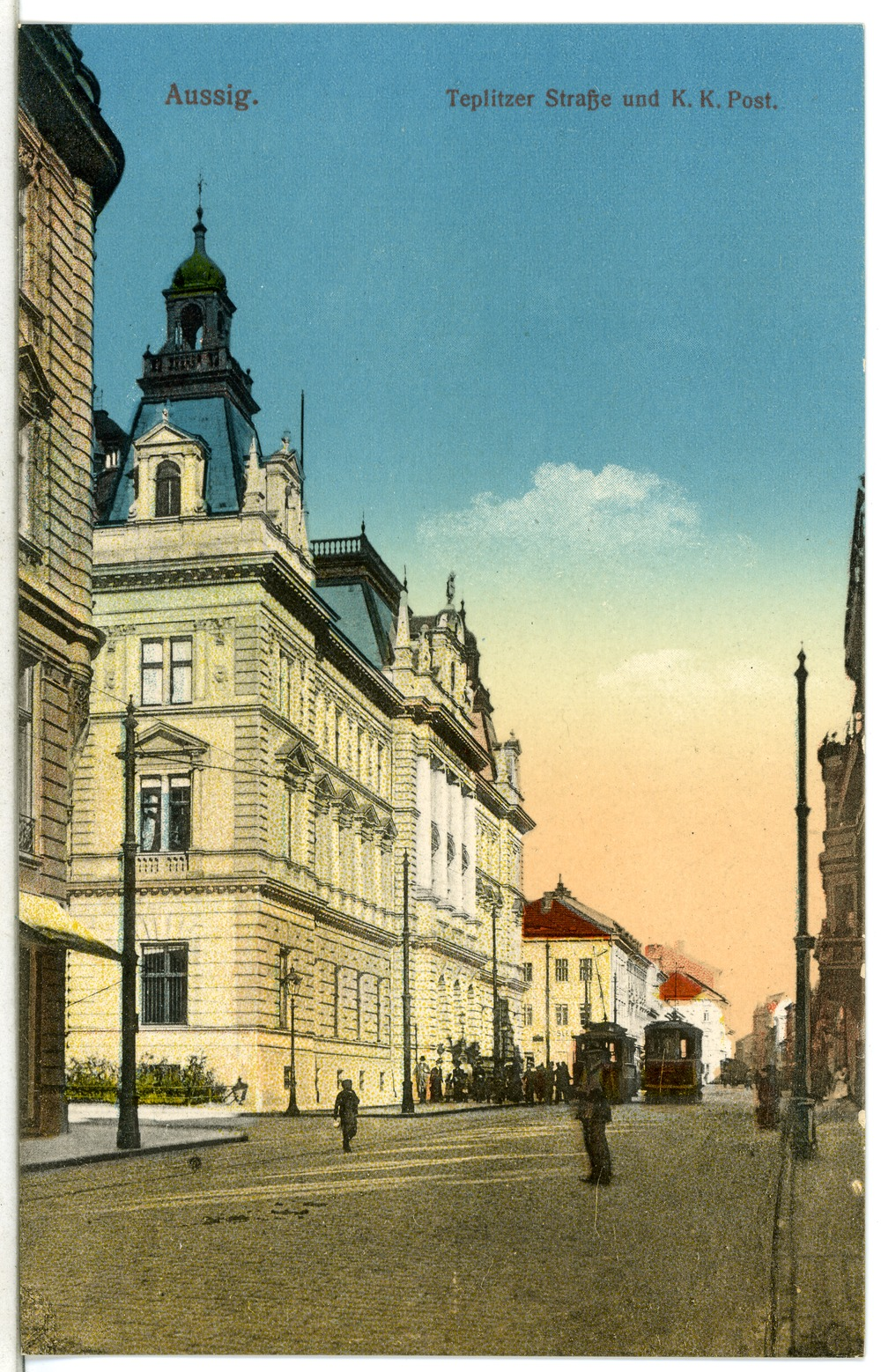
k.k. Post Aussig

## Ehrungen
- k. u. k. Hofbaumeister (1896)
- Baurat (1901)